# Tiha Bârgăului
Tiha Bârgăului – wieś w Rumunii, w okręgu Bistrița-Năsăud, w gminie Tiha Bârgăului. W 2011 roku liczyła 1435 mieszkańców.